# Tratado de San Petersburgo (1881)
El Tratado de San Petersburgo, también conocido como Tratado de Ili, fue el tratado entre el Imperio ruso y la dinastía Qing que se firmó en San Petersburgo, Rusia, el 24 de febrero de 1881.
Proporcionó el regreso a China de la parte oriental de la región de la cuenca Ilí, también conocida como Zhetysu, que fue ocupada por Rusia desde 1871 durante la rebelión de los dunganes.

## Antecedentes
Ver también: Sinkiang bajo el dominio de la dinastía Quing y Reconquista de Sinkiang por la dinastía Quing

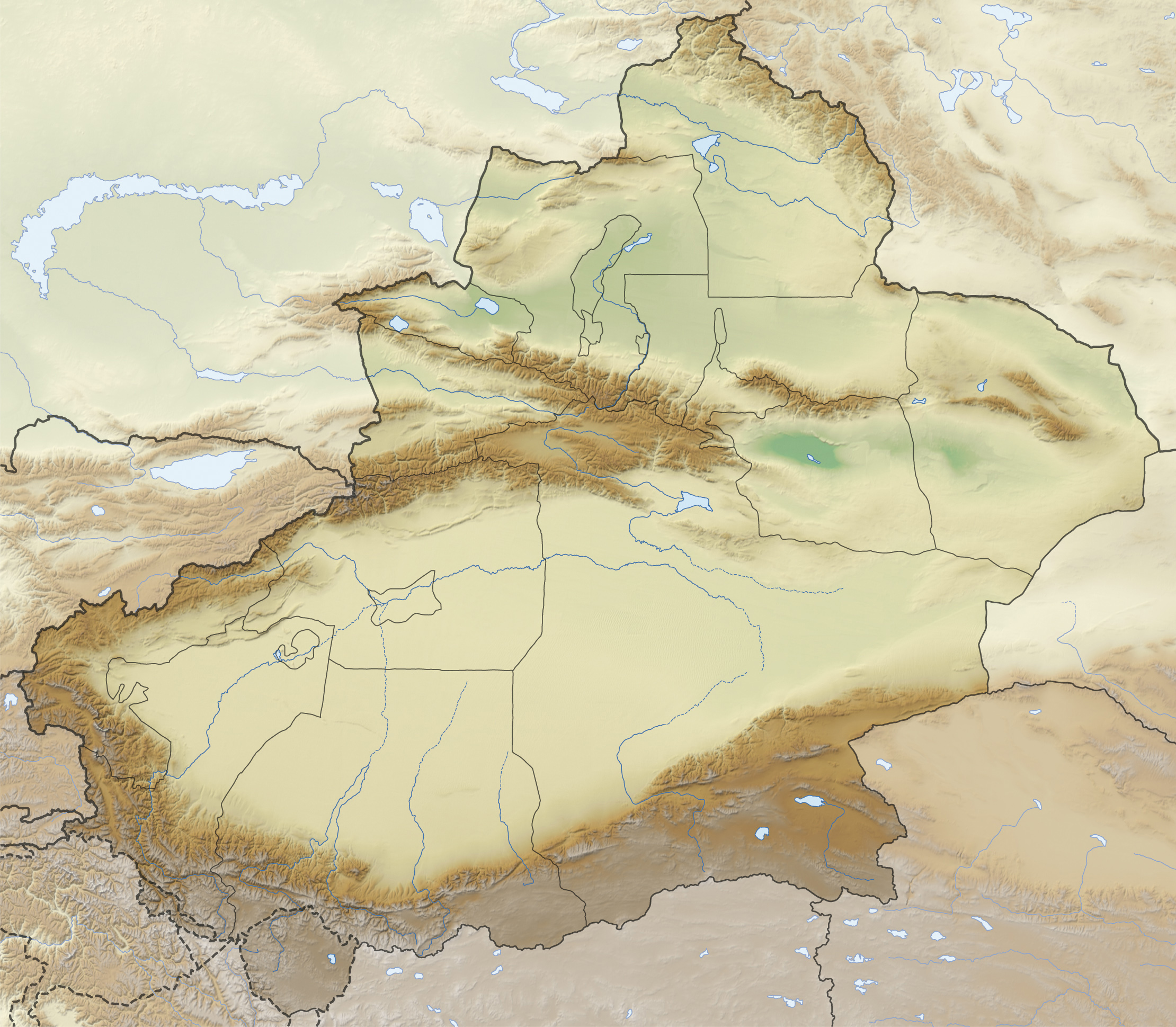
El territorio de Kulja está al norte de Tien Shan y al sur de las montañas Borohoro. Es el valle superior del río Ili que desemboca en el lago Balkash.

Durante la conquista rusa de Turkestán, Rusia obtuvo el control del este de Kazajistán hasta la actual frontera china. Durante la revuelta de los dunganes, China perdió el control de gran parte de su territorio occidental y el poder pasó a varias facciones. En 1871, Rusia ocupó el territorio Ilí. Se habló de anexión permanente, pero San Petersburgo declaró que estaba ocupando el territorio para proteger a sus ciudadanos. La autoridad china en Xinjiang se restableció en 1877.
Wanyan Chonghou fue enviado a Rusia para negociar. En septiembre de 1879, concluyó el Tratado de Livadia. Rusia retendría el valle de Tekes en el extremo suroeste del valle de Ili y pasaría las montañas hacia la cuenca del Tarim. China pagaría 5 millones de rublos, y se hicieron varias concesiones comerciales. En enero de 1880, Chonghou regresó a Pekín y fue recibido con indignación. Se declaró que traicionó a su país y fue arrestado y luego condenado a muerte.
Zeng Jize fue nombrado nuevo embajador. Rusia se negó a negociar a menos que Chonghou fuera liberado, y fue respaldado por las otras potencias. En agosto de 1880, Chonghou fue liberado y se reanudaron las negociaciones.
El Tratado de San Petersburgo se concluyó el 24 de febrero de 1881 y se ratificó en seis meses. Dos años después (marzo de 1883), Rusia evacuó la provincia. Hubo algunos problemas menores en la frontera y se firmó un protocolo final el 31 de octubre de 1883.
Rusia estuvo representada por Nikolay Girs, jefe del Departamento de Asuntos Asiáticos del Ministerio de Relaciones Exteriores (se convertiría en Ministro en 1882), y por Eugene Bützow, embajador de Rusia en China.

## Sumario
Según el artículo 1, Rusia acordó devolver la mayor parte del área ocupada a China. El gobierno chino acordó en el Artículo 2 mantener a los residentes del área, independientemente de su origen étnico y religión, inofensivos por sus acciones durante la rebelión. El Artículo 3 permitiría a los residentes de la zona quedarse o mudarse a Rusia y se les preguntaría sobre su elección antes de la retirada de las tropas rusas.
Según el Artículo 6, el gobierno chino pagaría a Rusia 9,000,000 "rublos metálicos" (ruso: металлических рублей; francés: roubles métalliques; probablemente, se referían a rublos de plata) como pago por los costos de ocupación, como compensación por los reclamos de Rusia sujetos que perdieron sus propiedades durante la rebelión, y como asistencia material para las familias de los sujetos rusos que fueron asesinados durante la rebelión.
El artículo 7 establece la nueva frontera en el valle de Ili. El área al oeste de la frontera fue retenida por Rusia "para el asentamiento de los residentes de la región que elegirán convertirse en súbditos rusos y tendrán que abandonar las tierras que han poseído" al este de la nueva frontera.
El tratado también estipuló en el Artículo 8 ajustes menores de la frontera entre los dos países en el área al este del lago Zaysan (ahora provincia de Kazajistán Oriental limita con la parte norte de la Prefectura autónoma kazaja de Ilí).
El artículo 10 permitió a Rusia expandir su red consular en las partes del noroeste del Imperio chino (Xinjiang, Gansu y Mongolia Exterior). Además de los consulados en la ciudad de Ilí (Kulja), Tarbagatai (Chuguchak, Tacheng), Kasgar y Urga (Ulán Bator) que habían sido previstos en tratados anteriores (ver Tratado de Kulja, 1851), Rusia abriría consulados en Suzhou (Jiuquan) y Turpan. En Kobdo (Khovd), Uliasutai (Uliastai), Hami (Kumul), Urumqi y Gucheng (Qitai), Rusia podría establecer consulados más tarde, según lo requiera el volumen del comercio.
El artículo 12 afirmaba el derecho del comercio libre de impuestos para los comerciantes rusos en Mongolia y Xinjiang. El tratado también contenía varias disposiciones diseñadas para facilitar las actividades de los comerciantes rusos y regular el comercio bilateral. Un apéndice del tratado especificaba la lista de cruces fronterizos que ambos países debían operar.

## Consecuencias
El Tratado de San Petersburgo fue percibido como una gran pérdida y un retroceso por parte de muchos en Rusia, como el ministro de Guerra Dimitri Miliutin y el notable comandante militar Alekséi Brusílov.
Varios miles de familias dunganes (Hui) y Taranchi (Uyghur) hicieron uso del tratado para trasladarse a territorio controlado por Rusia, el sudeste de Kazajistán y el norte de Kirguistán. Mientras que algunos de ellos pronto regresaron a China, la mayoría se quedó en dominios rusos, y sus descendientes han vivido en Kazajistán y el norte de Kirguistán desde entonces.
La frontera entre los dos imperios establecida por el artículo 7 del tratado sigue siendo la frontera entre Kazajistán y China.
Los historiadores han juzgado que la vulnerabilidad y la debilidad de la dinastía Qing ante el imperialismo extranjero en el siglo XIX se basaron principalmente en su debilidad naval marítima mientras lograba el éxito militar contra los occidentales en tierra. El historiador Edward L. Dreyer declaró: "Las humillaciones de China en el siglo XIX estaban fuertemente relacionadas con su debilidad y fracaso en el mar. Al comienzo de la Guerra del Opio, China no tenía una marina unificada y no tenía idea de cuán vulnerable era para atacar desde el mar Las fuerzas británicas navegaban y navegaban donde quisieran ir ... En la Guerra de la Flecha (1856-60), los chinos no tenían forma de evitar que la expedición anglo-francesa de 1860 navegara hacia el Golfo de Zhili y aterrizara tan cerca como sea posible a Beijing. Mientras tanto, nuevos ejércitos chinos modernos, si no exactamente, suprimieron las rebeliones de mediados de siglo, engañaron a Rusia en un arreglo pacífico de fronteras en disputa en Asia Central y derrotaron a las fuerzas francesas en tierra en la Guerra franco-china (1884-85). Pero la derrota de la flota y la amenaza resultante para el tráfico de barcos de vapor a Taiwán obligaron a China a concluir la paz en condiciones desfavorables".
La dinastía Qing obligó a Rusia a entregar territorio en disputa en el Tratado de San Petersburgo (1881) en lo que fue visto como una "victoria diplomática" contra Rusia. Rusia reconoció que Qing China potencialmente representaba una seria amenaza militar. Los medios de comunicación en Occidente retrataron a China como una potencia militar en ascenso debido a sus programas de modernización y como una gran amenaza para el mundo occidental. Incluso invocaron temores de que China lograría conquistar colonias occidentales como Australia.
El observador británico Demetrius Charles de Kavanagh Boulger sugirió una alianza británico-china para controlar el expansionismo ruso en Asia Central.
Durante la crisis de Ili, mientras Qing China amenazó con ir a la guerra contra Rusia por la ocupación rusa de Ili, el oficial británico Charles George Gordon fue enviado a China por Gran Bretaña para asesorar sobre sus opciones militares contra Rusia en una guerra potencial.
Los rusos observaron que los chinos estaban construyendo su arsenal de armas modernas durante la crisis de Ili, y los chinos compraron miles de rifles a Alemania. En 1880, se enviaron grandes cantidades de equipo militar y rifles a Amberes en botes a China, ya que China compró torpedos, artillería y 260,260 rifles modernos de Europa.
El observador militar ruso DV Putiatia visitó China en 1888 y descubrió que en el noreste de China (Manchuria) a lo largo de la frontera chino-rusa, los soldados chinos podían convertirse en expertos en "tácticas europeas" bajo ciertas circunstancias y estaban armados con armas modernas como Krupp artillería, carabinas Winchester y fusiles Mauser.
En comparación con las áreas controladas por Rusia, se otorgaron más beneficios a los musulmanes Kirghiz (kazajos) en las áreas controladas por China. Los colonos rusos lucharon contra el nómada musulmán Kirghiz, lo que llevó a los rusos a creer que Kirghiz sería una responsabilidad en cualquier conflicto contra China. Los kirghiz musulmanes estaban seguros de que en una guerra, China derrotaría a Rusia.
Los sinólogos rusos, los medios de comunicación rusos, la amenaza de rebelión interna, el estatus de paria infligido por el Congreso de Berlín y el estado negativo de la economía rusa llevaron a Rusia a conceder y negociar con China en San Petersburgo y devolver la mayor parte de Ilí a China.